# إترون (باد كاليه)
إترون، باد كاليه (بالفرنسية: Étrun) هي بلدية تقع في إقليم باد كاليه من منطقة نور با دو كاليه في شمال فرنسا. تبلغ مساحة هذه المدينة 2.22 (كم²)، وترتفع عن سطح البحر 153 م، يبلغ عدد سكانها 326 نسمة حسب إحصاء المعهد الوطني للإحصاء والدراسات الاقتصادية سنة 2009 م. وترأس Michel Mathissart البلدية خلال فترة (2008-2014).